# Plesiotrochus pagodiformis
Plesiotrochus pagodiformis is een slakkensoort uit de familie van de Plesiotrochidae. De wetenschappelijke naam van de soort is voor het eerst geldig gepubliceerd in 1907 door Hedley.